# Saint-Pierre-de-Coutances
Saint-Pierre-de-Coutances é uma comuna francesa na região administrativa da Normandia, no departamento Mancha. Estende-se por uma área de 4,06 km². Em 2010 a comuna tinha 429 habitantes (densidade: 105,7 hab./km²).